# Canalul Saint-Denis
Canalul Saint-Denis (în franceză Canal Saint-Denis) este un canal cu o lungime de 6,6 km, care leagă canalul Ourcq, situat în arondismentul 19 din Paris, de sectorul Senei aflat pe teritoriul comunei Saint-Denis.
Traversând, de asemenea, comuna Aubervilliers, acesta formează împreună cu canalul Ourcq, bazinul La Villette și canalul Saint-Martin un element al rețelei canalelor pariziene, cu o lungime totală de 130 km, aflate în proprietatea orașului Paris.

## Istoric
Prin decretul său din 29 floréal an X (19 mai 1802), Napoleon Bonaparte a ordonat crearea rețelei canalelor pariziene și, în special, deschiderea unui canal de deviere care să pornească din Sena, în aval de bazinul Arsenal, să ajungă în bazinele de împărțire ale La Villette și să continue prin Saint-Denis, pentru a evita navigația prin centrul Parisului, care era foarte aglomerată și, prin urmare, foarte lentă. În plus, canalul permitea evitarea unui meandru al Senei.
Lucrările au început în 1805, sub conducerea lui René-Edouard de Villiers du Terrage, iar canalul a fost dat în exploatare în 1821. Acesta cuprindea atunci douăsprezece ecluze, care compensau o diferență de nivel de 28,34 m.
Canalul a fost reconstruit și lărgit între anii 1890 și 1895 pentru a permite trecerea barjelor de mare tonaj. Cu această ocazie, numărul ecluzelor a fost redus la șapte, prima dintre acestea, denumită ecluza Pont de Flandre, compensând singură o diferență de nivel de 10 m și înlocuind patru ecluze vechi.
La 11 martie 1918, în timpul Primului Război Mondial, canalul a fost avariat în urma unui raid aerian efectuat de avioane germane.
Acesta este deschis navigației de agrement din 1983.
Întregul ansamblu al ecluzelor, precum și podul rotativ Franc-Moisin, situat în apropierea Stade de France, sunt telecontrolate din cele două posturi ale ecluzierilor amplasate la fiecare capăt al canalului (ecluza Briche din Saint-Denis și ecluza Pont de Flandre din Paris).

## Caracteristici tehnice
Canalul Saint-Denis este traversat de mai multe lucrări rutiere și feroviare. Lățimea sa medie este de 70 de metri, variind între 30 și 140 de metri, în funcție de sector. Canalul și malurile sale ocupă 36 hectare de domeniu public. Canalul este deschis navigației. În asociere cu tranzitul spre canalul Ourcq și Canalul Saint-Martin⁠(d), acesta reprezintă un trafic anual care fluctuează, în funcție de activitatea construcțiilor și a lucrărilor publice, între 500.000 și 1.000.000 de tone pe an. În apropierea Stade de France se află o zonă de descărcare a materialelor de construcție, bazinul Maltournée.
Adâncimea de acostare variază între 3,2 și 3,5 metri, ceea ce permite circulația automotoarelor de râu de mare tonaj și a barjelor de 1.000 de tone. Într-adevăr, navele pot utiliza canalul dacă lățimea lor este cel mult egală cu 8 m, pescajul la aer de 4,44 m și pescajul la apă de 2,60 m. O rampă de lansare a navelor este amenajată la podul Stains, aproape de piața Henri-Rol-Tanguy din Aubervilliers. Canalul este mărginit de un drum de tractare, vestigiu al tracțiunii penicilor[2] cu cai înainte ca navele să fie motorizate. Acesta este însă întreținut pentru nevoile exploatării canalului.
Canalul suportă cea mai mare parte din cele 80.000–100.000 de tone transportate anual pe rețeaua canalelor pariziene.

## Traseu și traversări
Calea navigabilă pornește de la o ramificație a canalului Ourcq la nivelul cheiului Oise.
La nr. 9, quai de la Gironde, se află ecluza Pont de Flandre, construită în 1884.
Se traversează avenue Corentin-Cariou pe sub podul străzii Corentin Cariou. Un doc deservea depozitele Magasins généraux. În timpul reconversiei acestora într-un parc tertiar, parcul Pont de Flandre, docul a fost izolat de canal (trecerea pe sub chei a fost astupată) și transformat într-un bazin de agrement. Pe celălalt mal se află quai de la Charente.
Se ajunge apoi în bazinul Corentin-Cariou.
După trecerea bulevardului Macdonald, canalul este mărginit de quai du Lot și quai de l'Allier, care trec pe sub bulevardul periferic. Chiar la vest, înainte de o ecluză, se află bazinul Aubervilliers, unde, odinioară, portul Haie-Coq asigura legătura cu rețeaua feroviară.
Docul Charbonnière sau Magasins généraux, de 120.000 m², amenajat la sfârșitul secolului XIX în Aubervilliers, și-a pierdut complet funcția de port de marfă și constituie un element peisagistic major al centrului comercial Millénaire și al ZAC-ului Porte d’Aubervilliers. La est se află quai Gambetta, la vest, drumul lateral al canalului și rue de la Gare.
La 29 iunie 2024 a fost inaugurată o pasarelă pietonală și pentru bicicliști în dreptul străzii Pierre-Larousse.
Canalul trece apoi pe sub ruta națională 301 la nivelul podului Stains (numit podul Victor-Hugo) și al stației de metrou Aimé Césaire. Rue du Landy, pe partea Aubervilliers, traversează canalul prin podul Landy, în apropiere.
Canalul este apoi traversat de pasarela Fraternité, proiectată de arhitectul Marc Mimram, trece pe sub linia B a RER, apoi pe sub viaductul canalului Saint-Denis al autostrăzii A86 și strada Francis-de-Pressensé (drumul departamental 30).
Este apoi traversat de pasarela Lucie-Bréard, inaugurată la 29 iunie 2024, care înlocuiește vechiul pod rotativ Franc-Moisin (2003–2023), situat la vest de cartierul Franc-Moisin, și cotește spre vest.
Canalul este traversat de autostrada A1 prin viaductul Porte de Paris, urmând la sud place de la Porte-de-Paris, și continuă pe sub ruta de la Révolte (ruta națională 410, bulevardul Anatole-France). Se orientează apoi spre nord-vest, având pe dreapta quai du Square și rue Denfert-Rochereau.
Traversează apoi ruta departamentală 24 (Rue Ambroise-Croizat, fosta RN 14) și se varsă în Sena.

## Naveta fluvială și ecluzele canalului Saint-Denis
Deși unele bateaux-mouches circulă ocazional pe canal, în special în legătură cu evenimente desfășurate la Stade de France, un serviciu regulat de navete fluviale funcționează din iulie 2007 pe canalul Saint-Denis. Acesta pornește de la pontoanele situate în dreptul stației de metrou Corentin Cariou din Paris (arondismentul 19) spre centrul comercial Millénaire din Aubervilliers și spre situl Entrepôts des Magasins Généraux de Paris (EMGP), o mare parte fiind situată tot pe teritoriul acestei comune.
Două nave, Montjoie și Estrée, au fost construite pentru Icade, societate de investiții imobiliare cotată (SIIC), care administrează cele două parcuri de activitate. Costul lor a fost de două milioane de euro, la care s-a adăugat un milion pentru pontoane și stații de îmbarcare.
Aceste nave, electrice și dotate cu panouri solare ce furnizează aproximativ 20% din energie, consumă între 100 și 120 kWh pe zi, adică aproximativ o treime din consumul energetic al unui autobuz sau al unei ambarcațiuni convenționale. În 2007, transportau aproximativ 400 de utilizatori pe zi, între orele 8 și 20, cu un timp de parcurs de șase minute.
Navetele sunt rezervate angajaților Icade și chiriașilor parcurilor sale, al căror număr este programat să crească: până în 2010, se vor construi 110.000 m² de birouri în parc Millénaire, ceea ce va însemna aproximativ 6.000 de angajați, la care se vor adăuga persoanele vizate de centrul comercial și de echipamentele ZAC Porte d’Aubervilliers, de cealaltă parte a darsei. Atunci, ar trebui să fie pusă în funcțiune o a treia navetă de 75 de locuri.

## Ecluzele canalului
Canalul Saint-Denis are șapte ecluze:
- Ecluza Pont de Flandre;
- Ecluza Quatre Chemins, la 26 Quai Gambetta, Aubervilliers[17];
- Ecluza Aubervilliers, quai Lucien-Lefranc;
- Ecluza Vertus, situată la 2, rue de l'Écluse-des-Vertus[18];
- Ecluza Porte de Paris, situată place de l'Écluse, Saint-Denis[19];
- Ecluza Saint-Denis, quai du Port;
- Ecluza Briche, la vărsarea în Sena, pe quai du même nom[20].

Împreună cu ecluza Pont de Flandre, ecluza Briche asigură schimbul de informații și instrucțiuni cu utilizatorii, controlul vizual al ecluzelor și comanda manevrelor. În apropiere, fostele grajduri sunt în curs de restaurare.

## Portul din Saint-Denis
Odată cu deschiderea canalului, portul istoric al orașului a cunoscut o nouă dezvoltare și face în prezent parte din infrastructura canalului. Reconstruit în 1887, a fost un important centru de tranzit: aici se încărcau anual peste 60.000 de tone de mărfuri.

## Turism și mediu
Apa, provenită din râul Ourcq și afluenții acestuia, precum și din pomparea din Marna, este de bună calitate bacteriologică, fapt confirmat de prezența pescarilor de-a lungul canalului.
Prin linearitatea sa, canalul constituie un ecosistem particular, caracterizat printr-o prezență numeroasă de plopi aliniați, castani și platani. Au fost semnalate specii de păsări rare în Paris, precum codobatura galbenă (Motacilla flava), din care mai multe perechi s-ar fi reprodus în zona darsei Charbonnière în 2001, precum și libelule cu abdomen plat.

### Amenajarea malurilor canalului
Traseul canalului, odinioară puțin atractiv și legat de activități industriale în mare parte dispărute, se află într-un proces amplu de transformare peisagistică. Orașele Saint-Denis și Aubervilliers, apoi entitatea publică teritorială Plaine Commune, în acord cu orașul Paris, proprietarul canalului, au solicitat arhitectului peisagist Michel Corajoud elaborarea principiilor de amenajare a acestui ax considerat un element federator al teritoriului.
După primele lucrări inițiate de cele două orașe, Plaine Commune continuă amenajarea malurilor cu sprijinul peisagiștilor Catherine Mosbach și David Besson-Girard:
Pe malul drept, reconfigurarea malurilor presupune:
- crearea de trasee mixte pentru circulație lentă (pietoni, biciclete[18], role), continue între parcul La Villette și confluența cu Sena, la Épinay, păstrând drumul de halaj cu o lățime de 7,80 m, necesar exploatării lucrării, și amenajând restul spațiului peisagistic;
- crearea de spații verzi și de relaxare, cu un tratament specific în jurul ecluzelor;
- iluminarea celor 13 poduri care traversează canalul;
- instalarea a trei chioșcuri.

Amenajarea sectorului situat pe teritoriul La Plaine Saint-Denis este, în cea mai mare parte, finalizată, la fel ca și amenajările de pe malul stâng din apropierea Stade de France. Acestea au fost inaugurate cu ocazia sărbătorii nautice Seine Commune 2006.

### Puncte de interes
- Canalul Saint-Denis se află în imediata apropiere a numeroaselor obiective:
- Parcul La Villette;
- Cité des sciences et de l'industrie[24];
- Cité de la musique – Philharmonie de Paris;
- Teatrul ecvestru Zingaro;
- Academia Fratellini;
- Bazilica Saint-Denis;
- Muzeul de Artă și Istorie Paul-Éluard[25], găzduit în fostul ordin calrmelit regal din Saint-Denis;
- Stade de France;
- Casa de educație a Legiunii de Onoare, în clădirile fostei abații regale din Saint-Denis;
- Street Art Avenue, creată în 2016, care se îmbogățește anual cu lucrări de artă stradală pe o lungime de 5 km de-a lungul canalului[26].